# Гриф-индейка
Гриф-индейка, или катарта-индейка, индюшачий гриф (лат. Cathartes aura) — птица семейства американских грифов родом из Северной и Южной Америки. Считается одной из самых распространённых хищных птиц в Америке.

## История

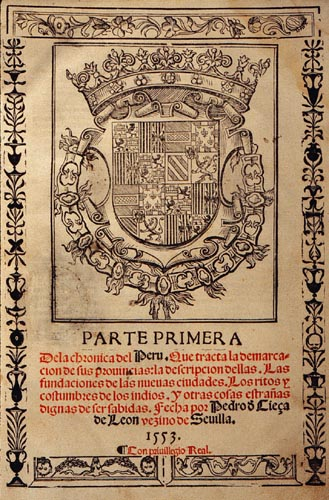
Первая часть книги «Хроника Перу», (1553)

В 1553 году гриф-индейка или аура впервые упоминается в литературе — в книге «Хроника Перу» Педро Сьесы де Леона:

В районе Пуэрто-Вьехо [то есть у Экватора]… В горах встречаются лисицы, медведи, маленькие львенки, особые тигры, змеи, и, напоследок об этих животных: они скорее убегут от человека, чем [попытаются] на него наброситься. А также: некоторые грифы, о которых у меня нет [точных] сведений. Также водятся ещё ночные и хищные птицы, как на побережье, так и во внутренних районах: несколько кондоров и других птиц, называемые «надоедливыми индейками» [gallinazas hediondas], или иным названием — Ауры [auras].
— Педро де Сьеса де Леон. Хроника Перу. Часть первая

## Описание

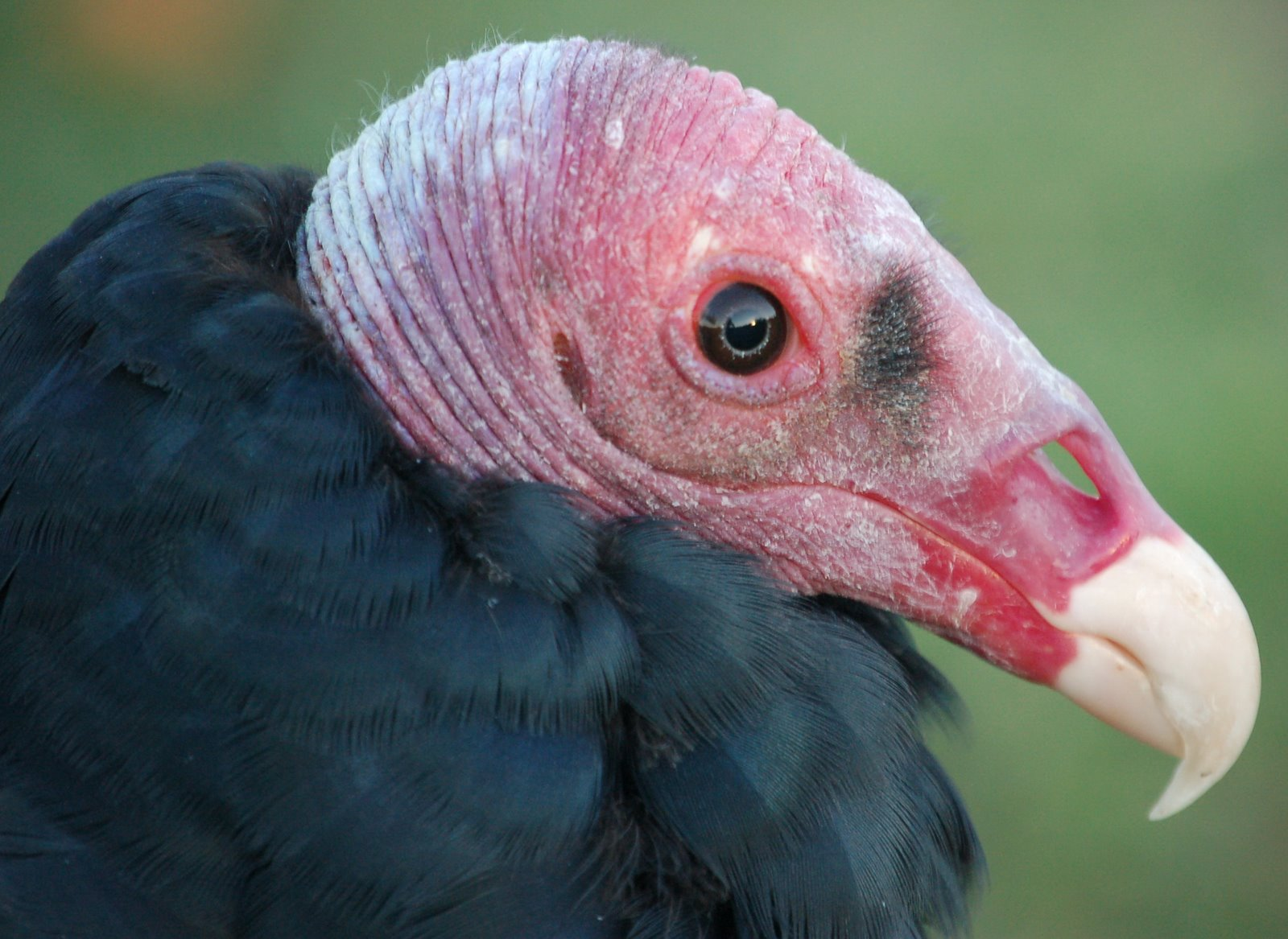

Крупная птица длиной 64—81 см, с размахом крыльев 170—178 см и весом около 2000 г. Основной отличительной характеристикой вида является голова — непропорционально маленькая по отношению к туловищу. Перья на голове почти отсутствуют, кожа в этом месте окрашена в красный цвет. Клюв относительно короткий, кремового цвета, на конце загнут вниз. Оперение основной части тела чёрно-бурое, за исключением маховых перьев нижней половины крыльев — они имеют серебристо-серый оттенок. Во время парения в воздухе крылья вытянуты несколько вперёд, образуя V-образную форму. Лапы короткие, более приспособлены для передвижения по земле, нежели к сидению на ветке. Самки немного крупнее самцов, в остальном половой диморфизм не выражен. У молодых птиц голова серая, клюв на конце чёрный.
Средняя продолжительность жизни особей в дикой природе 16 лет.

## Распространение
Гриф-индейка широко распространён в Северной и Южной Америке, а также на островах Карибского моря. Ареал на севере ограничен южными районами Канады. В южных районах США, начиная с северной Калифорнии, восточного Техаса, южных Миссури и Нью-Йорка и далее на юг ведёт оседлый образ жизни, на остальной территории в зимнее время мигрирует.
Предпочитает открытые пространства: пастбища, сельскохозяйственные угодья и т. п., иногда вперемежку с лиственными лесными массивами. В тропических районах с влажным климатом появляется редко.
По данным Лаборатории идентификации птиц (англ. Feather Identification Laboratory) Смитсоновского института, грифы-индейки являются наиболее частыми птицами в США, сталкивающимися в воздухе с самолётами.

## Размножение

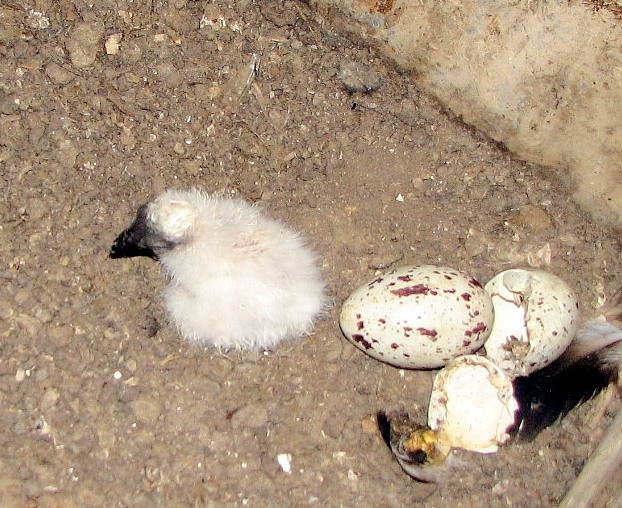
Яйца и птенец грифа-индейки

Грифы-индейки специального гнезда не строят. Яйца откладывают на земле в норах животных, расщелинах, под опавшей листвой или в заброшенных строениях. Самка откладывает от одного до трёх, но обычно два яйца кремового цвета с рыжими крапинами. Инкубационный период длится около 40 дней, оба родителя участвуют в насиживании. Птенцы появляются голыми и беспомощными, но способными издавать шипящие звуки и отрыгивать пищу при приближении опасности. Период кормления птенцов длится 10—11 недель, летать они начинают через 9—10 недель.

## Образ жизни

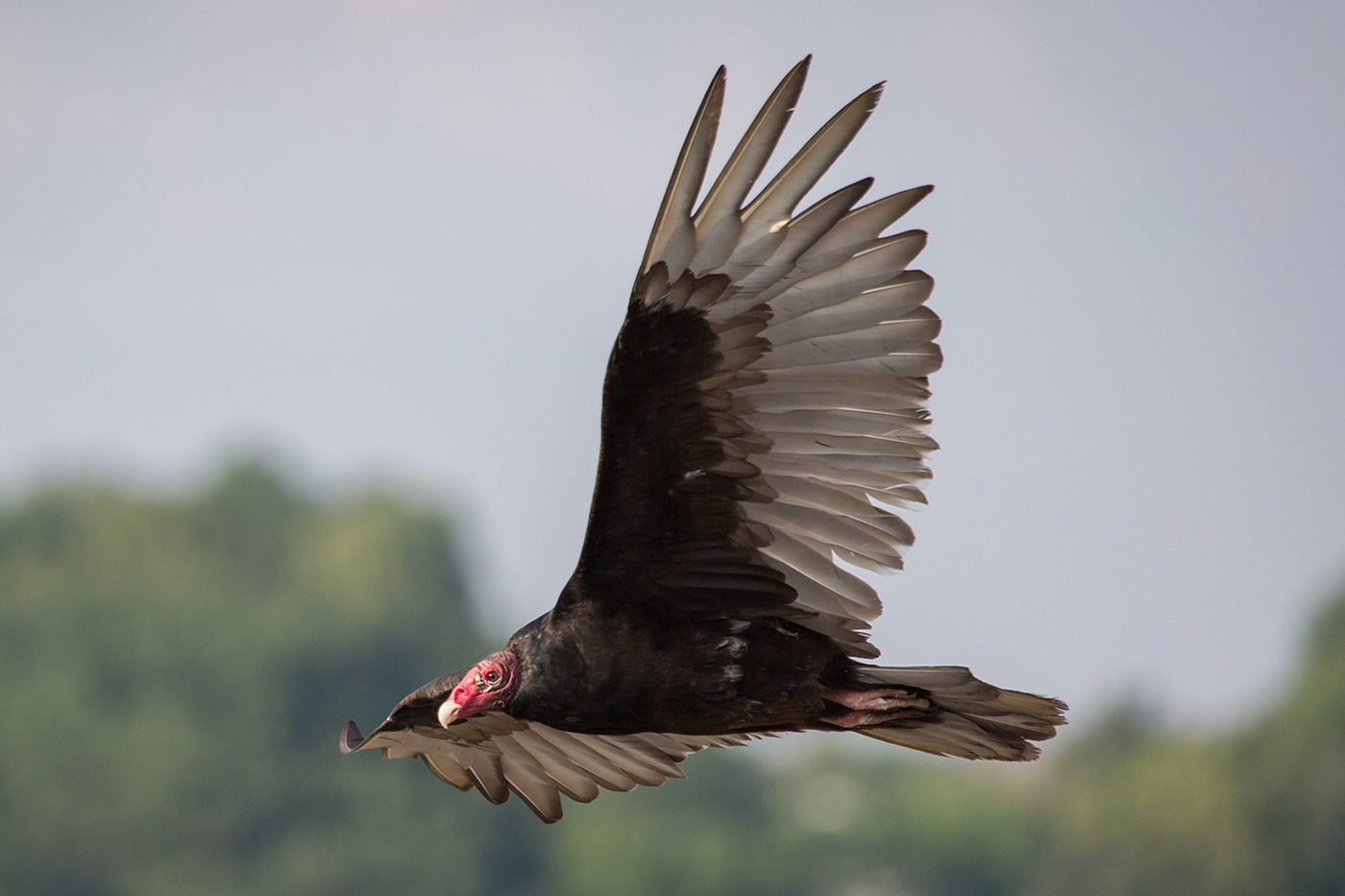
Гриф-индейка в планирующем полёте

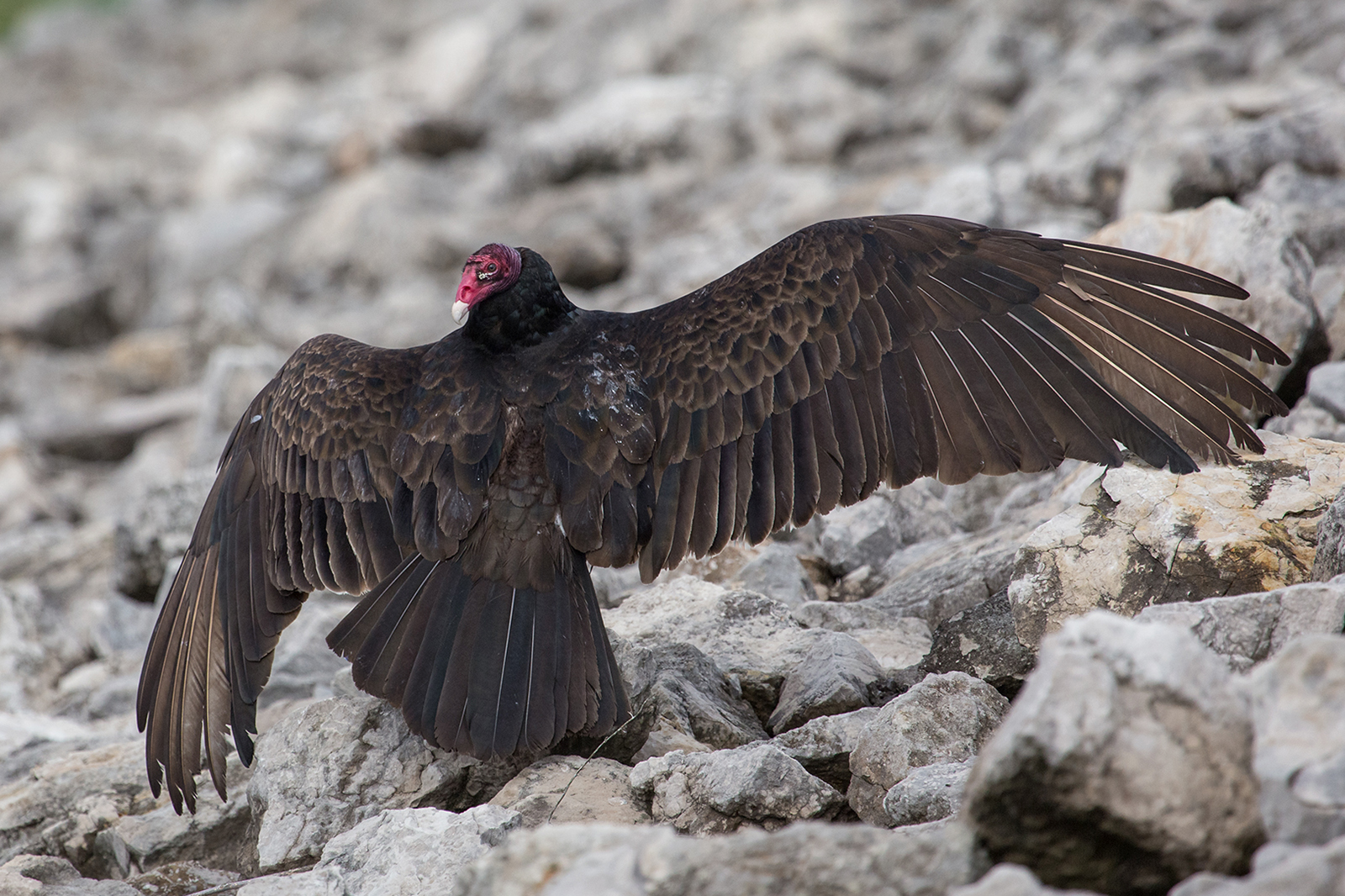
Просушивание крыльев после утреннего тумана

Питаются грифы-индейки в основном падалью, предпочитая недавно погибших животных. Если гриф-индейка кружит в воздухе над одним местом, значит, он нашёл добычу. В поисках добычи птица парит в небе, иногда переваливаясь с одного крыла на другое, при этом использует не только своё зрение, но и обоняние, что является необычным среди птиц. Обоняние позволяет им находить падаль, скрытую под кронами деревьев. У грифов-индеек отличное зрение, но они плохо видят в темноте. В отличие от более социальных грифов-урубу, грифы-индейки предпочитают охотиться поодиночке. Хотя, как правило, один гриф-индейка доминирует перед одним грифом-урубу в случае дележа добычи, последние собираются возле трупа животного стаями и вытесняют первых. Кроме падали, эти птицы могут употреблять в пищу насекомых, других беспозвоночных животных и плоды некоторых растений. Ночует большими или малыми группами на больших деревьях или крышах зданий, при этом одно и то же место для ночлега может использоваться в течение ряда лет.
Считается тихой птицей, иногда может издавать шипящие или хрюкающие звуки.